# Elecciones estatales del Acre de 2018
Las elecciones estatales del Acre de 2018 se celebraron el 7 de octubre como parte de las elecciones generales en Brasil. Los votantes aptos para votar eligieron a sus representantes en la siguiente proporción: ocho diputados federales, dos senadores y veinticuatro diputados estatales. También eligieron al Presidente de la República y al Gobernador del Estado para el mandato que se inicia el 1 de enero de 2019 y termina el 31 de diciembre de 2022. En los comicios celebrados el 7 de octubre, el candidato Gladson Cameli del PP, fue elegido recibiendo 223.993 votos (53,71% de los votos válidos), dejando en segundo lugar a Marcus Alexandre, del PT, que recibió 144.071 votos (34,54% votos válidos). Para la representación de Estado en el Senado Federal, fueron elegidos Sérgio Petecão, del PSD (244.109 votos, 30,72% de los votos válidos) y Márcio Bittar, del MDB (185.066 votos, 23,28% de los votos válidos).

## Candidatos

### Candidatos a gobernador
Cinco candidatos disputaron el gobierno acreano:
- Coronel Ulysses (PSL): El Partido Social Liberal definió el nombre de Ulysses Araújo como candidato al gobierno de Acre en convención el 28 de julio en Río Branco. El abogado y economista Réssene Jarude fue confirmado como vice-candidato al gobierno.[3] Ulysses fue uno de los fundadores del Comando de Operaciones Especiales (COE) en el Acre y comandante del Batallón de Operaciones Especiales (Bope). Es coronel de la Policía Militar de Acre (PM-AC) y fue subcomadante de la PM. En 2016, él pidió dimisión del cargo alegando "incompatibilidad de pensamiento" con el actual gobierno. Esta es la primera vez que compite con un cargo político. Los partidos que componen la coalición son: PSL, PSC y Patriotas (PATRI).

- David Hall (AVANTE): Avante definió el nombre de David Hall como candidato al gobierno del Estado en convención partidista el 27 de julio en Río Branco. El candidato a vicegobernador es el ganadero y graduado en hotelería, Thiago Gonçalves.[4] David Hall tiene 30 años y es profesor de filosofía en la Universidad Federal de Acre (Ufac) y en la escuela José Rodrigues Leite. Él comenzó en la militancia política en el movimiento estudiantil. Hall fue uno de los fundadores de la Red Sustentabilidad en Acre y actualmente es uno de los dirigentes del partido Avante. Este es el primer cargo político que compite. El partido Avante no formó alianza con ningún otro partido.

- Gladson Cameli (PP): El nombre del senador Gladson Cameli fue confirmado como candidato al gobierno del Estado en convención partidista, en Río Branco. El candidato a vicegobernador es el mayor Wherles Rocha (PSDB), diputado federal.[5] Gladson Cameli tiene 40 años, es ingeniero civil formado por el Instituto Luterano de Enseñanza Superior de Manaus (ULBRA), en el Amazonas, pero ejerció actividades como socio de la empresa perteneciente a la familia. A los 28 años, fue elegido por primera vez diputado federal. En 2010, fue elegido diputado federal por segunda vez y, en 2014, Cameli se eligió senador. Es afiliado al PP desde 2005. Antes, fue afiliado al PFL, entre 2000 y 2003, y al PPS. Él es sobrino del exgobernador de Acre, Orleir Cameli. Los partidos que componen la coalición Progresistas son: PPS, PSDB, PP, PSD, MDB, SD, DEM PMN, PR, PTC y PTB.

- Janaina Furtado (REDE): La candidatura de Janaína Furtado al gobierno de Acre fue confirmada en la convención de la Red Sostenibilidad, el 20 de julio, en Río Branco. El vice-candidato al gobierno es el servidor público Júlio César.[6] Janaína Furtado, tiene 31 años, es pedagoga, profesora de enseñanza infantil y concejal, ejerciendo el mandato por segunda vez. En el primer mandato, ella se eligió por el Partido Social Democrático (PSD), a los 25 años de edad. Después, fundó la Red Sustentabilidad en Tarauacá, municipio donde se reeligió concejal. REDR no formó coalición con ningún otro partido.

- Marcus Alexandre (PT): El nombre de Marcus Alexandre (PT) para concurrir al gobierno de Acre fue confirmado en una convención el 21 de julio, por el Frente Popular de Acre (FPA) que componen 15 partidos. El exsecretario de Seguridad Pública, Emylson Farias, es el candidato a vicegobernador.[7] Marcus Alexandre, tiene 41 años, es ingeniero civil, formado por la Universidad Estatal de São Paulo (USP). Fue elegido alcalde de Río Branco por la primera en 2012. En 2016, fue reelegido para el mandato hasta 2020. Entre 2007 a 2012, Marcus Alexandre fue director general del Deracre. Esta es la primera vez que concurre al gobierno del estado. Los partidos que componen el Frente Popular son: PT, PCdoB, PSB, PSDC, PMB, PODE, PROS, PRB, PV, PRP, PSOL, PDT, PHS, PPL y PRTB.

| #? | #? | Candidato (a) a Gobernador (a) | Candidato (a) a Gobernador (a) | Candidato (a) a Vicegobernador (a) | Candidato (a) a Vicegobernador (a) | Coalición/Partidos |
| -- | -- | ------------------------------ | ------------------------------ | ---------------------------------- | ---------------------------------- | --- |
|    | 17 | Coronel Ulysses                | PSL                            | Réssini Jarude                     | PSL                                | Acre Libre Acre Livre PSL, PSC y PATRI                                                                                  |
|    | 70 | David Hall                     | Avante                         | Thiago Gonçalves                   | Avante                             | AVANTE (Sin coalición)                                                                                                  |
|    | 11 | Gladson Cameli                 | PP                             | Major Rocha                        | PSDB                               | Cambio y Competencia Mudança e Competência PP, MDB, DEM, PSDB, PSD, PTB, PR, PMN, SD, PPS y PTC                         |
|    | 18 | Janaina Furtado                | REDE                           | Júlio César Freitas                | REDE                               | REDE (Sin coalición) |
|    | 13 | Marcus Alexandre               | PT                             | Emylson Farias                     | PDT                                | Frente Popular del Acre Frente Popular do Acre PT, PDT, PCdoB, PSOL, PROS, PSB, PRB, PODE, PV, PHS, PRTB, DC, PPL y PMB |

### Candidatos al Senado Federal
Seis candidatos disputaron las dos escaños para la representación de Acre en el Senado Federal:
| #? | #?  | Candidato (a) a Senador | Candidato (a) a Senador | Pacto                  | Partidos                                                                 |
| -- | --- | ----------------------- | ----------------------- | ---------------------- | ------------------------------------------------------------------------ |
|    | 131 | Jorge Viana             | PT                      | Frente Popular do Acre | PT, PDT, PCdoB, PSOL, PROS, PSB, PRB, PODE, PV, PHS, PRTB, DC, PPL y PMB |
|    | 133 | Ney Amorim              | PT                      | Frente Popular do Acre | PT, PDT, PCdoB, PSOL, PROS, PSB, PRB, PODE, PV, PHS, PRTB, DC, PPL y PMB |
|    | 151 | Márcio Bittar           | MDB                     | Mudança e Competência  | PP, PSDB, MDB, DEM, PSD, PTB, PR, PMN, SD, PPS y PTC                     |
|    | 555 | Sérgio Petecão          | PSD                     | Mudança e Competência  | PP, PSDB, MDB, DEM, PSD, PTB, PR, PMN, SD, PPS y PTC                     |
|    | 181 | Minoru Kinpara          | REDE                    | Sin pacto              | REDE                                                                     |
|    | 177 | Paulo Pedrazza          | PSL                     | Acre Livre             | PSL, PSC y PATRI                                                         |

## Resultados
Los candidatos electos se registran en la página del Tribunal Superior Eleitoral de Brasil.

### Gobernador
| Candidato        | Pacto                  | Partido | Votos   | %     | Resultado  |
| ---------------- | ---------------------- | ------- | ------- | ----- | ---------- |
| Gladson Cameli   | Mudança e Competência  | PP      | 223 993 | 53,71 | Gobernador |
| Marcus Alexandre | Frente Popular do Acre | PT      | 144 071 | 34,54 |            |
| Coronel Ulysses  | Acre Livre             | PSL     | 45 032  | 10,80 |            |
| Janaina Furtado  | REDE                   | REDE    | 2765    | 0,66  |            |
| David Hall       | Avante                 | Avante  | 1215    | 0,29  |            |

### Senadores
| Candidato      | Pacto                  | Partido | Votos   | %     | Resultado |
| -------------- | ---------------------- | ------- | ------- | ----- | --------- |
| Sérgio Petecão | Mudança e Competência  | PSD     | 244 109 | 30,72 | Senador   |
| Márcio Bittar  | Mudança e Competência  | MDB     | 185 066 | 23,28 | Senador   |
| Jorge Viana    | Frente Popular do Acre | PT      | 117 200 | 14,74 |           |
| Ney Amorim     | Frente Popular do Acre | PT      | 115 243 | 14,50 |           |
| Minoru Kinpara | REDE                   | REDE    | 112 989 | 14,21 |           |
| Paulo Pedrazza | Acre Livre             | PSL     | 20 302  | 2,55  |           |

### Diputados federales
A continuación los diputados federales electos por el estado de Acre.
| Candidato        | Pacto                             | Partido | Votos  | %    | Nacimiento      | Estado    |
| ---------------- | --------------------------------- | ------- | ------ | ---- | --------------- | --------- |
| Mara Rocha       | Mudança e Competência             | PSDB    | 40 047 | 9,42 | Río Branco      | Acre      |
| Jéssica Sales    | Mudança e Competência             | MDB     | 28 717 | 6,76 | Cruzeiro do Sul | Acre      |
| Alan Rick        | Mudança e Competência             | DEM     | 22 263 | 5,24 | Río Branco      | Acre      |
| Vanda Milani     | Mudança e Competência             | SD      | 22 219 | 5,23 | Cedral          | São Paulo |
| Flaviano Melo    | Mudança e Competência             | MDB     | 18 723 | 4,41 | Río Branco      | Acre      |
| Perpétua Almeida | Frente Popular do Acre            | PCdoB   | 18 374 | 4,32 | Porto Walter    | Acre      |
| Jesus Sérgio     | PDT                               | PDT     | 9537   | 2,24 | Tarauacá        | Acre      |
| Manuel Marcos    | Frente Popular Republicana Social | PRB     | 7489   | 1,76 | Tianguá         | Ceará     |

### Diputados estatales
A continuación los diputados estatales electos por el estado de Acre.
| Candidato         | Pacto                             | Partido | Votos  | %    | Nacimiento      | Estado             |
| ----------------- | --------------------------------- | ------- | ------ | ---- | --------------- | ------------------ |
| Meire Serafim     | Mudança e Competência             | MDB     | 10 349 | 2,44 | Sena Madureira  | Acre               |
| Roberto Duarte    | Mudança e Competência             | MDB     | 9405   | 2,22 | Porto Alegre    | Río Grande del Sur |
| Antonia Sales     | Mudança e Competência             | MDB     | 9139   | 2,16 | Río Branco      | Acre               |
| Gerlen Diniz      | Mudança com Compromisso           | PP      | 8479   | 2,16 | Río Branco      | Acre               |
| Dr. Jenilson      | Frente Popular do Acre            | PCdoB   | 8253   | 1,95 | Tarauacá        | Acre               |
| Maria Antonia     | Frente Popular Republicana Social | PROS    | 7793   | 1,84 | Brasileia       | Acre               |
| Nicolau Júnior    | Mudança com Compromisso           | PP      | 7509   | 1,77 | Cruzeiro do Sul | Acre               |
| Jonas Lima        | Frente Popular do Acre            | PT      | 7322   | 1,73 | Río Branco      | Acre               |
| Manoel Moraes     | PSB                               | PSB     | 7135   | 1,68 | Río Branco      | Acre               |
| Edvaldo Magalhães | Frente Popular do Acre            | PCdoB   | 6662   | 1,57 | Cruzeiro do Sul | Acre               |
| Daniel Zen        | Frente Popular do Acre            | PT      | 6616   | 1,56 | Río Branco      | Acre               |
| Josa da Farmacia  | Frente Popular Republicana Social | PODE    | 6412   | 1,51 | Río Branco      | Acre               |
| Doutora Juliana   | Frente Popular Republicana Social | PRB     | 5990   | 1,41 | Río Branco      | Acre               |
| José Bestene      | Mudança com Compromisso           | PP      | 5113   | 1,21 | Brasileia       | Acre               |
| Antonio Pedro     | Mudança e Competência             | DEM     | 5021   | 1,18 | Xapuri          | Acre               |
| Luiz Gonzaga      | Mudança e Competência             | PSDB    | 4369   | 1,03 | Cruzeiro do Sul | Acre               |
| Nenem Almeida     | Mudança e Competência             | SD      | 4113   | 0,97 | Río Branco      | Acre               |
| Whendy Lima       | Acre Livre                        | PSL     | 4058   | 0,96 | Río Branco      | Acre               |
| Marcus Cavalcante | PTB                               | PTB     | 4044   | 0,95 | Río Branco      | Acre               |
| Fagner Calegário  | Frente                            | PV      | 3731   | 0,88 | Porto Velho     | Acre               |
| Cadmiel Bomfim    | Mudança e Competência             | PSDB    | 3637   | 0,86 | Feijó           | Acre               |
| Wagner Felipe     | Mudança com Compromisso           | PR      | 3568   | 0,84 | São Paulo       | São Paulo          |
| Tchê              | PDT                               | PDT     | 3429   | 0,81 | Humaitá         | Río Grande del Sur |
| Chico Viga        | Força Da União                    | PHS     | 3382   | 0,80 | Cruzeiro do Sul | Acre               |